# Kasper Junker
Kasper Junker (ur. 5 marca 1994 w Vinding) – duński piłkarz występujący na pozycji napastnika w Nagoya Grampus, do którego jest wypożyczony z Urawa Red Diamonds. Młodzieżowy reprezentant Danii.

## Kariera
Jego pierwszym klubem w dorosłej karierze był Randers FC. Zadebiutował w nim w lidze duńskiej 7 marca 2014, wchodząc na ostatnie minuty w pojedynku z FC Vestsjælland (1:1). Do końca sezonu 2013/2014 wystąpił jeszcze w 4 spotkaniach. W styczniu 2015 został wypożyczony na pół roku do FC Fredericia, jednak nie rozegrał w tym zespole ani jednego spotkania. Przed sezonem 2016/2017 dołączył do Aarhus GF. Latem 2018 przeszedł do AC Horsens. Rok później został wypożyczony do Stabæk Fotball. Zimą 2019 powrócił do Horsens, jednak od 2020 został piłkarzem FK Bodø/Glimt. W barwach tej drużyny zadebiutował 16 czerwca 2020 w wygranym 4:2 spotkaniu z Viking FK. W sezonie 2020 strzelił w lidze 27 bramek w 25 spotkaniach, dzięki czemu został królem strzelców rozgrywek. W tym samym roku FK Bodø/Glimt zdobyło mistrzostwo Norwegii. W kwietniu 2021 opuścił norweski zespół i przeszedł do Urawa Red Diamonds. W tym samym roku jego klub zdobył Puchar Cesarza, później zwyciężył również w Lidze Mistrzów AFC. W 2023 Junker został wypożyczony do Nagoya Grampus.

## Sukcesy
FK Bodø/Glimt
- Mistrzostwo Norwegii: 2020

Urawa Red Diamonds
- Puchar Cesarza: 2021
- Liga Mistrzów AFC: 2022

Indywidualne
- Król strzelców Eliteserien: 2020 (27 goli)